# Edinburgh City FC (1966)
Edinburgh City FC is een semi-professionele voetbalclub uit de Schotse hoofdstad Edinburgh en speelt in de Scottish League Two. 

## Geschiedenis
De club werd opgericht in 1966 als Postal United Football Club. De club sloot zich aan bij de East of Scotland League. In 1986 kreeg de club toestemming om de naam Edinburgh City FC aan te nemen, een club die eerder bestond tussen 1928 en 1955. 
De club is een toonaangevende club op zijn niveau en veranderde al vaak van stadion maar heeft nu zijn vaste thuishaven in het Meadowbank Stadium en heeft ook een aantal supporters van de oude club Meadowbank Thistle dat hervormd werd tot Livingston FC en verhuisde uit Edinburgh. 
Sinds de verhuis naar Meadowbank kwalificeerde de club zich al 5 keer voor de Scottish Cup. In 2002 deed de club een aanvraag om toegelaten te worden tot de Football League nadat er een plaats vrijkwam voor het ter ziele gegane Airdrieonians FC (2002) maar het was Gretna FC dat de vrijgekomen plaats kreeg.
Op 14 mei 2016 werd het grootste succes uit de clubhistorie behaald, door de promotie/degradatiewedstrijden te winnen van East Stirlingshire (1-1 en 0-1) en daarmee promotie af te dwingen naar de Scottish League Two. In de eerste ronde van de nacompetitie had de club al afgerekend met Cove  Rangers: 0-3 en 1-1.
In 2022 lukte het de club opnieuw een niveau hoger te gaan spelen. Via de promotie-playoffs werd een 4e plaats omgezet in promotie naar de League One. In juni 2022 wijzigde de club de naam in FC Edinburgh, maar een jaar later werd dat teruggedraaid en nam de club opnieuw de naam Edinburgh City aan. In 2024 degradeerde de club naar de League Two.